# Millville, Indiana
Millville là một thị trấn chưa hợp nhất tại Xã Liberty, Quận Henry, Indiana. Millville có tọa độ địa lý ở 39°55′29″B 85°15′7″T / 39,92472°B 85,25194°T và là nơi sinh của Wilbur Wright